# Europamesterskabet i fodbold 1992 - Finalen
Finalen om Europamesterskabet i fodbold 1992 var den niende finale siden turneringens etablering i 1960. Den blev spillet den 26. juni 1992 på Nya Ullevi i Göteborg, og skulle finde vinderen af Europamesterskabet i fodbold 1992. De deltagende hold var Tyskland og Danmark.
Danmark vandt 2-0 på mål af John "Faxe" Jensen og Kim Vilfort. Dette var første gang at Danmark vandt en international turnering, og første gang siden Sommer-OL 1960 at holdet var i en finale.
Kampen blev ledet af den schweiziske dommer Bruno Galler.

## Optakt
Vesttyskland var regerende verdensmestre fra 1990, og denne turnering var den første, hvor det forenede Tyskland deltog i et internationalt mesterskab i fodbold. Holdet var blandt forhåndsfavoritterne, mens Danmark deltog på grund af, at Jugoslavien var blevet udelukket, fordi borgerkrigen på Balkan var brudt ud. Udelukkelsen blev offentliggjort blot få uger inden slutrunden gik i gang. De danske spillere var derfor langt fra samme form som deres modstandere, men alligevel kvalificerede de sig til finalen via en andenplads i den ene indledende pulje og en sejr over Holland i semifinalen. Yderligere var holdet svækket, idet både Henrik Andersen og Bent Christensen var hjemsendt med skader. Ca. 15.000 danske tilskuere var på trods af de beskedne forventninger til "sommerferieholdet" på plads på Nya Ullevi til finalekampen.  

## Kampen
I den indledende fase virkede det danske hold nervøst, og tyskerne fik tilkæmpet sig et overtag og flere gode afslutninger. Kampens forløb blev herefter præget af, at John "Faxe" Jensen allerede i det 19. minut scorede på et langskud, efter at han havde modtaget et indlæg fra Flemming Povlsen, der havde vristet sig fri på højre fløj. Om dette udtalte "Faxe" siden. "Jeg vil sige som Store: Jeg ramte den lige i røven.".
Herefter spillede danskerne taktisk henholdende, hvilket blandt andet udmøntede sig i 26 tilbagelægninger.. I den resterende del af kampen blev den danske målmand, Peter Schmeichel kampafgørende med tre redninger på yderst kvalificerede forsøg, blandt andet to spektakulære afslutninger fra Jürgen Klinsmann. Selv om tyskerne havde mest spil og flest chancer var danskerne stadig farlige på kontraangreb. Og 12 minutter før tid scorede Kim Vilfort det afgørende mål efter oplæg fra Claus Christiansen, da han tæmmede bolden på modstandernes banehalvdel og løb fra de tyske centerforsvarere, hvorefter han scorede fladt ved indersiden af stolpen. Det har været diskuteret i medierne, hvorvidt han tæmmede bolden med hånden. Videooptagelserne giver dog ikke noget klart svar, og under alle omstændigheder reagerede dommeren ikke på den påståede forseelse. Den tyske angriber Karl-Heinz Riedle har senere fremhævet Schmeichel, "Faxe", Kent Nielsen og Flemming Povlsen som afgørende for den danske sejr.

### Detaljer
| 26. juni 1992 20:15 |

| Danmark                  | 2 – 0   | Tyskland |
| ------------------------ | ------- | -------- |
| Jensen 18' · Vilfort 78' | Rapport |          |

| Nya Ullevi, Göteborg Tilskuere: 37.800 Dommer: Bruno Galler (Schweiz) |

| Danmark | Tyskland |

| MÅ                     | 1  | Peter Schmeichel   |     |     |
| F                      | 4  | Lars Olsen (a)     |     |     |
| F                      | 12 | Torben Piechnik    | 32' |     |
| F                      | 3  | Kent Nielsen       |     |     |
| F                      | 2  | John Sivebæk       |     | 66' |
| M                      | 6  | Kim Christofte     |     |     |
| M                      | 7  | John "Faxe" Jensen |     |     |
| M                      | 18 | Kim Vilfort        |     |     |
| M                      | 13 | Henrik Larsen      |     |     |
| A                      | 11 | Brian Laudrup      |     |     |
| A                      | 9  | Flemming Povlsen   |     |     |
| Indskiftninger:        |    |                    |     |     |
| F                      | 17 | Claus Christiansen |     | 66' |
| Træner:                |    |                    |     |     |
| Richard Møller Nielsen |    |                    |     |     |

| MÅ              | 1  | Bodo Illgner       |     |     |
| F               | 6  | Guido Buchwald     |     |     |
| F               | 4  | Jürgen Kohler      |     |     |
| F               | 14 | Thomas Helmer      |     |     |
| F               | 2  | Stefan Reuter      | 55' |     |
| F               | 3  | Andreas Brehme (a) |     |     |
| M               | 16 | Matthias Sammer    |     | 46' |
| M               | 17 | Stefan Effenberg   | 35' | 80' |
| M               | 8  | Thomas Häßler      | 39' |     |
| A               | 11 | Karlheinz Riedle   |     |     |
| A               | 18 | Jürgen Klinsmann   | 88' |     |
| Indskiftninger: |    |                    |     |     |
| M               | 10 | Thomas Doll        | 83' | 46' |
| A               | 13 | Andreas Thom       |     | 80' |
| Træner:         |    |                    |     |     |
| Berti Vogts     |    |                    |     |     |

| Linjedommere: Zivanko Popović (Schweiz) Paul Wyttenbach (Schweiz) Fjerdedommer: Kurt Röthlisberger (Schweiz) |

## Reaktioner
I Danmark skabte titlen en eufori, hvor ca. 100.000 mennesker mødte op foran Københavns Rådhus, da holdet blev modtaget her den 27. juni 1992 efter at have kørt i triumftog fra Kastrup Lufthavn. På 25 - års dagen mindedes mange danskere denne begivenhed som et af deres livs største øjeblikke.  I udlandet hæftede kommentatorerne sig også ved den danske sejr med rosende omtale:"For kort tid siden sagde Danmark massivt nej til et forenet Europa. Men i Sverige lod Danmark sig ikke desto mindre krone som konge af denne del af verden". Også New York Times kædede den danske sejr sammen med det danske nej til Maastricht-traktaten.
Dagen før finalen havde Danmarks udenrigsminister Uffe Ellemann-Jensen i forbindelse med EU-forhandlinger i Lissabon udtalt Michael Juhls ord "If you can't join them - beat them".